# Thurisaz
Thurisaz je třetí runa germánského futharku prostého. Vyslovuje se jako anglické TH ve slově „thin“. Její název je překládán jako „trn“. Obecně znamená nepřízeň počasí. V sekvenci tří znaků po sobě mění význam následného textu. Dovede také vyvolat démony podsvětí. Vyvolává chaos, obecně je považována za negativní runu, byť pod pevným vedením může působit kladně. Padne-li Thurisaz při věštění, signalizuje možné konflikty, dále touhu po změně, výjimečně zásah štěstěny nebo obranu. Runa má vztah ke trollům a k Thórovu kladivu Mjöllniru.